# Кай-Лоренц фон Брокдорфф
Барон Кай-Лоренц Фрідріх Герман Геннінг фон Брокдорфф (нім. Cay-Lorenz Friedrich Hermann Henning Baron von Brockdorff; 25 серпня 1923, Берлін — 11 вересня 1997, Кобург) — німецький офіцер, оберлейтенант вермахту. Кавалер Лицарського хреста Залізного хреста.

## Біографія
25 жовтня 1940 року вступив добровольцем в 15-й запасний танковий дивізіон. Учасник Балканської кампанії і Німецько-радянської війни, під час яких постійно служив у 15-му танковому полку 11-ї танкової дивізії (командир роти, згодом — ад'ютант дивізіону і полку), окрім короткого періоду в 1942 році, коли був командиром взводу 1-ї роти 1-го дивізіону 24-го танкового полку 24-ї танкової дивізії. Відзначився під час Арденнського наступу. В травні 1945 року потрапив в американський полон, 2 червня звільнений. Здобув комерційну освіту керівника заводу. Завершив кар'єру членом ради директорів німецької електронної компанії. В 1988 році з нагоди свого 65-річчя згаданий в бюлетені Орденського товариства кавалерів Лицарського хреста.

## Нагороди
- Нагрудний знак «За танкову атаку»
  - в сріблі (11 вересня 1941)
  - «25» (15 жовтня 1943)
- Залізний хрест
  - 2-го класу (18 липня 1942)
  - 1-го класу (20 лютого 1943)
- Нагрудний знак «За поранення» — всього отримав 5 або 6 поранень.
  - в чорному (28 серпня 1942)
  - в сріблі (18 березня 1943) — за 3 поранення (20 і 25 серпня 1942, 9 березня 1943).
  - в золоті (31 липня 1943) — за 5 поранень (п'яте — 17 липня 1943).
- Відзначений у Вермахтберіхт (кінець 1944)
- Лицарський хрест Залізного хреста (14 квітня 1945)